# Skálholt
Skálholt ([ˈskauːlˌhɔl̥t] en islandés antiguo: Skálaholt) es una sitio histórico de Islandia. Se encuentra en la zona occidental de la región de Suðurland, en el sur de al isla, sobre el río Hvitá.

## Historia
El pueblo hoy llamado Skálholt consiste en un templo católico relativamente grande y unas pocas casas. Sin embargo, ha sido de gran importancia para la historia del país. 
Desde la Edad Media hasta 1785 fue con Hólar una de las sedes epsicopales de Islandia, así como un centro cultural y político. Allí se fundó la primera escuela del país. En 1550 el último obispo católico de Islandia, Jón Arason de Hólar, fue ejecutado en el lugar junto a sus dos hijos.
Hacia 1075 Adán de Bremen describió por escrito a Skálholt (Scaldholz) cómo la mayor ciudad de Islandia.

## Catedral
La catedral de Skálholt, construida de 1956 a 1963, tiene una longitud de 30 metros, que es grande respecto a los estándares islandeses aunque no inusual. Muchas de sus predecesoras fueron mayores, incluso de 50 metros. 

## Galería

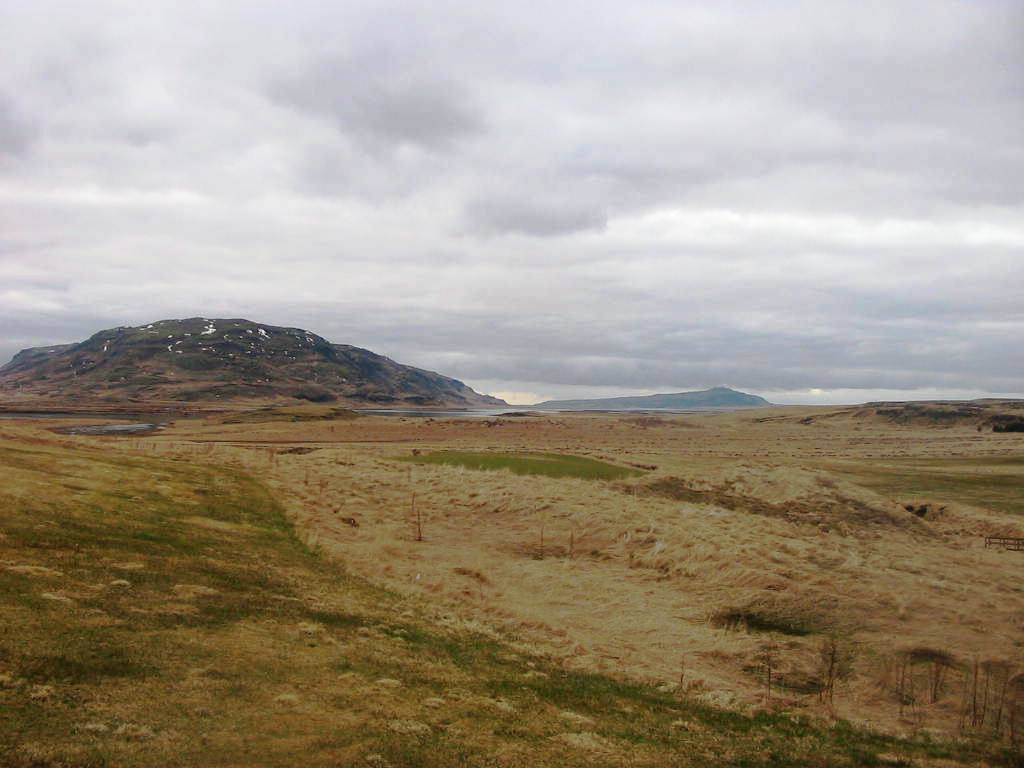
Área de Skálholt desde la catedral
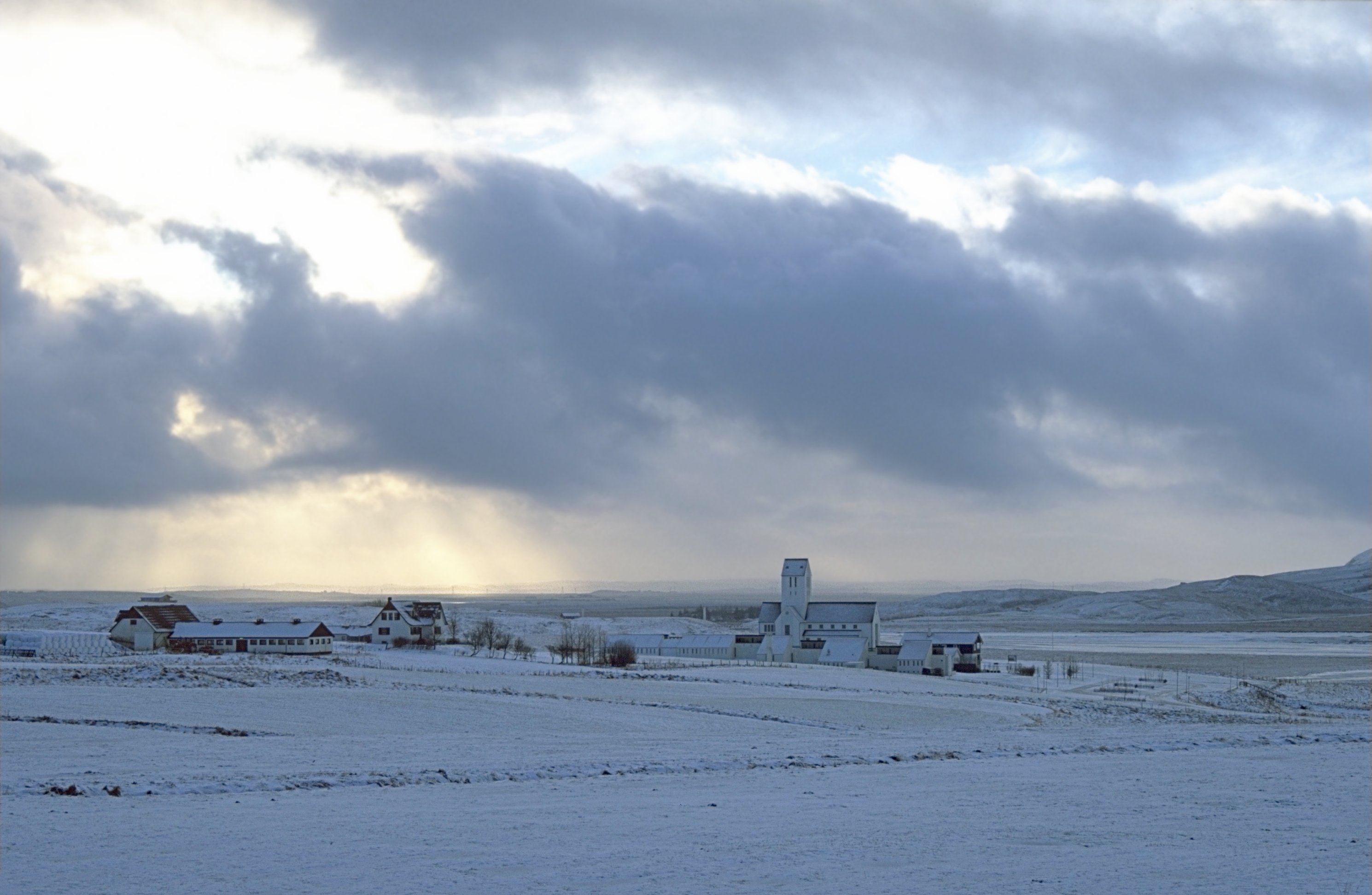
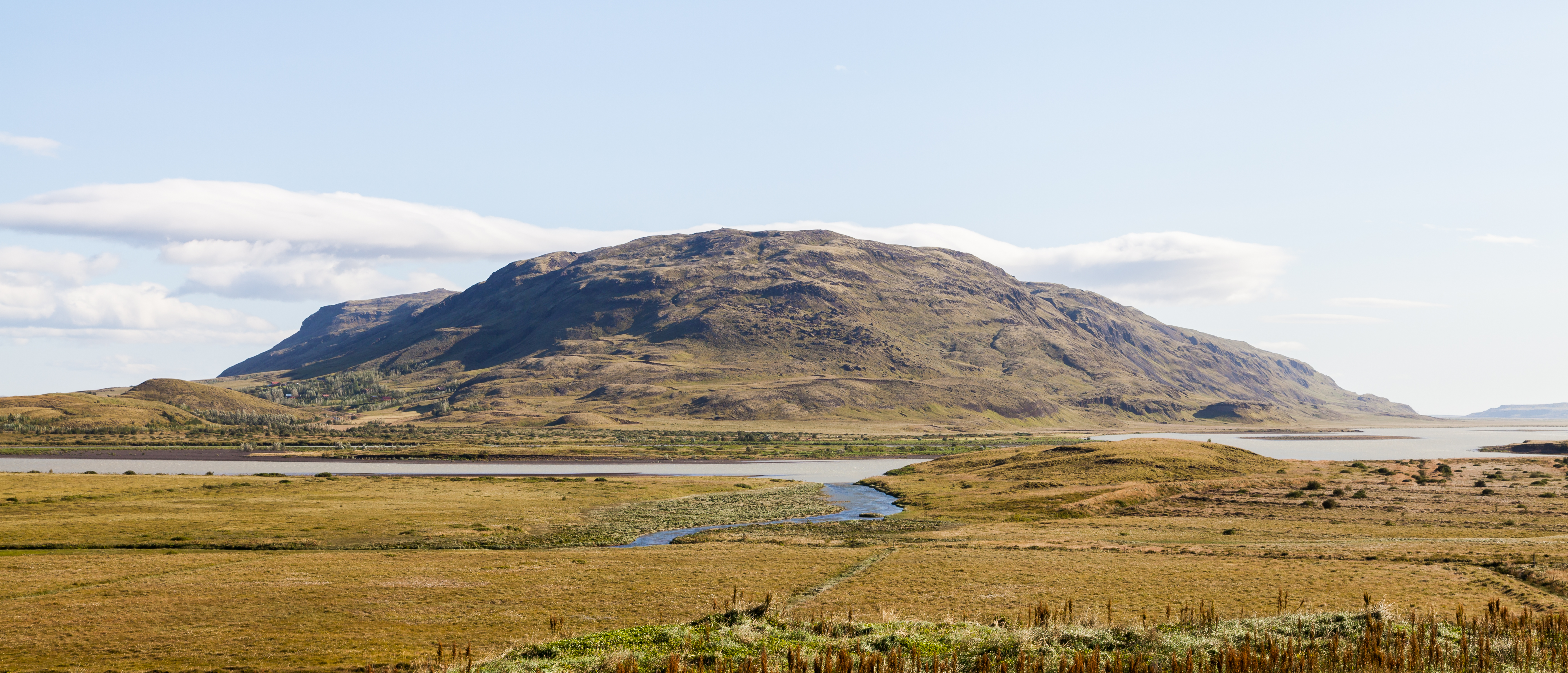